# بيرسيلشين

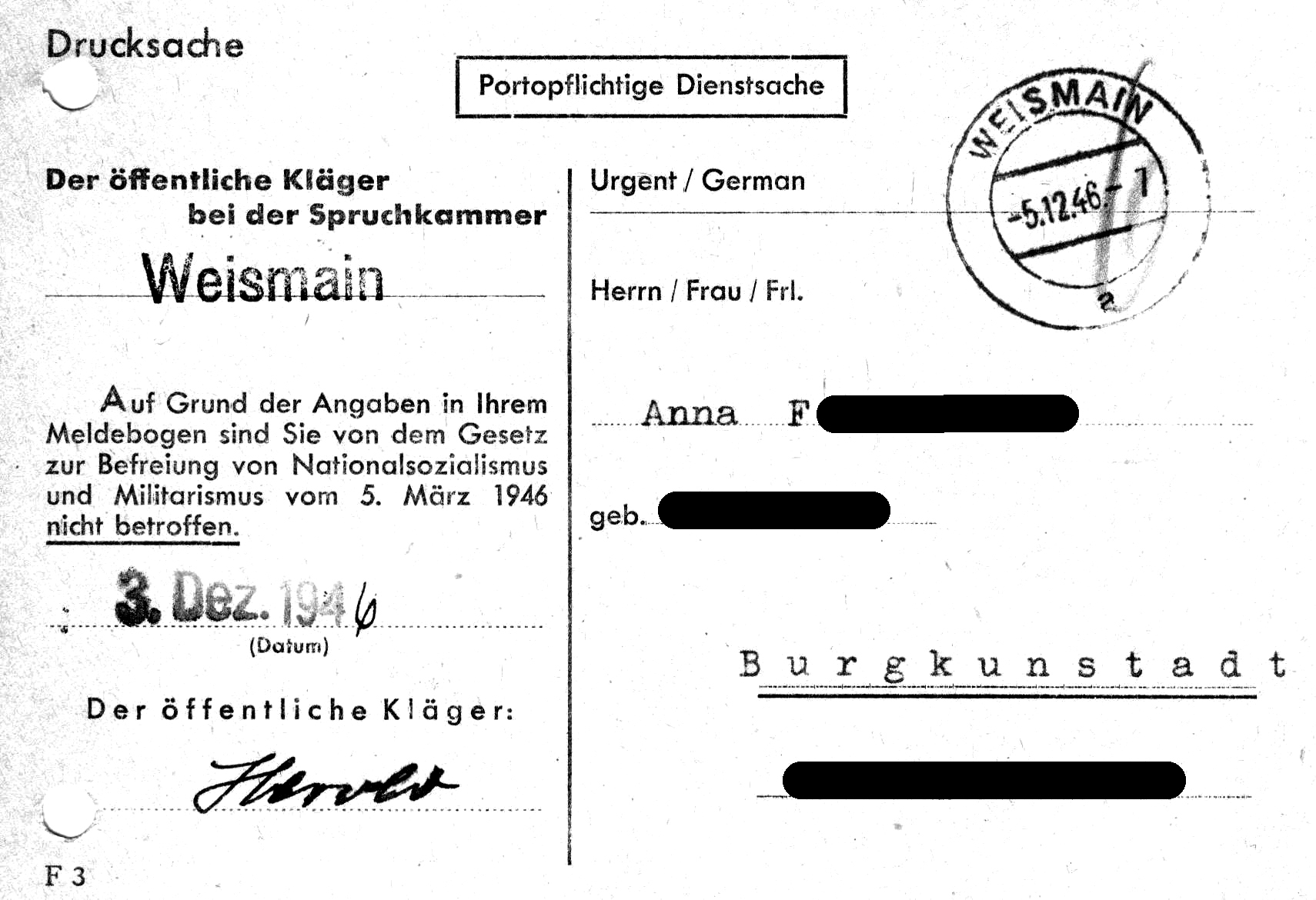

بيرسيلشين هو تعبير ألماني ويعني حرفيًا «تذكرة برسيل» (يشير «برسيل» إلى نوع من منظفات الغسيل). إن امتلاك أو الحصول على بيرسيلشين يشبه وجود «فاتورة صحية نظيفة» وقد يشير إلى منح إذن واسع النطاق أو «بلانش كارت» لمتابعة عمل تجاري أو مصلحة مشتبه بها أخلاقياً أو قانونيًا في السابق.

## الأصل
نشأ المصطلح في الجيش الألماني ويشير إلى مسحوق الغسيل برسيل. على سبيل المثال، كان من الشائع أن يضطر مجندو الجيش إلى إحضار صندوق فارغ معهم إلى الثكنات لإرسال ملابسهم المدنية إلى أسرهم. غالبًا ما كانت الصناديق التي تعلن عن مسحوق الغسيل الشائع جدًا، برسيل، تستخدم لهذا الغرض. في لغة الجندي، كان يُطلق على أمر التجنيد الفعلي اسم برسيلشين. بعد الحرب، تغير معناها. للحصول على ألماني يُعطى برسيلشين يقصد به أن يحصل على شهادة بأن لديه ماضًا سياسيًا نظيفًا.   

## شهادات إجتثاث النازية
في 11 مايو 1951، صوت البوندستاغ الألماني على إنشاء المادة 131. وقد سمح بإعادة التوظيف لجميع الموظفين العموميين والموظفين والعمال الذين لم يصنفوا على أنهم نازيون أثناء عملية نزع السلاح. سيتم تصنيف المسؤولين المدنيين على أنهم "صالحون لإعادة الاستخدام. لاحقات تضاف إلى أوراق العمل الخاصة بهم. يمكن أيضًا إعادة الجنود المحترفين برتبهم في البوندسهير. ينص القانون على أن جميع إدارات الدولة في فترة ما بعد الحرب الألمانية ملزمة باستخدام ما لا يقل عن 20٪ من موظفيها في هذه المجموعة من الموظفين السابقين. كما تم إعادة استحقاقات التقاعد. ومع ذلك، تم استبعاد المعالين أو أعضاء مكتب الأمن الرئيسي للرايخ (الأجهزة الأمنية النازية) والجهات المرتبطة بها صراحة من هذا القانون بغض النظر عن مسؤولياتهم داخل الرايخ الثالث. 

## المؤلفات
- إرنست كلي: Persilscheine und falsche Pässe. وي يموت كيرشن دن النازيين نصف. Fischer-Taschenbuch-Verlag، Frankfurt am Main 1992، (ردمك 3-596-10956-6) (Fischer-Taschenbücher 10956 Geschichte).
- جان زوير: برسيلشين. جرافيت فيرلاج، دورتموند 2011، (ردمك 978-3-89425-615-9) .